# Amelia Calabria
Amelia Calabria es una deportista española que compitió en taekwondo. Ganó una medalla de plata en el Campeonato Europeo de Taekwondo de 1996 en la categoría de –43 kg.

## Palmarés internacional
| Campeonato Europeo | Campeonato Europeo   | Campeonato Europeo | Campeonato Europeo |
| Año                | Lugar                | Medalla            | Categoría          |
| ------------------ | -------------------- | ------------------ | ------------------ |
| 1996               | Helsinki (Finlandia) | Medalla de plata   | –43 kg             |